# Bibbiano
Bibbiano é uma comuna italiana da região da Emília-Romanha, província de Reggio Emilia, com cerca de 7.727 habitantes. Estende-se por uma área de 28 km², tendo uma densidade populacional de 276 hab/km². Faz fronteira com Cavriago, Montecchio Emilia, Quattro Castella, Reggio Emilia, San Polo d'Enza.

## Demografia
| Variação demográfica do município entre 1861 e 2011                               |
|                                                                                   |
| Fonte: Istituto Nazionale di Statistica (ISTAT) - Elaboração gráfica da Wikipedia |